# Winter-Universiade 1991
Die Winter-Universiade 1991 fand vom 2. März bis 10. März 1991 in Sapporo statt.

## Sportarten
Es fanden 45 Medaillenentscheidungen in 8 Disziplinen statt. Eisschnelllauf wurde erstmals seit 1972 wieder ausgetragen.
- Eishockey
- Eiskunstlauf
- Eisschnelllauf
- Nordische Kombination
- Shorttrack
- Ski Alpin
- Skilanglauf
- Skispringen

## Medaillenspiegel
| Platz  | Mannschaft          | Gold | Silber | Bronze | Gesamt |
| ------ | ------------------- | ---- | ------ | ------ | ------ |
| 1      | Japan               | 14   | 9      | 9      | 32     |
| 2      | Sowjetunion         | 6    | 10     | 6      | 22     |
| 3      | Südkorea            | 5    | 2      | 2      | 9      |
| 4      | Nordkorea           | 4    | 1      | 3      | 8      |
| 5      | Vereinigte Staaten  | 2    | 7      | 3      | 12     |
| 6      | Tschechoslowakei    | 2    | 4      | 1      | 7      |
| 7      | Österreich          | 2    | 2      | 2      | 6      |
| 8      | Volksrepublik China | 2    | 1      | 3      | 6      |
| 9      | Deutschland         | 2    | 1      | –      | 3      |
| 10     | Kanada              | 2    | –      | 1      | 3      |
| 11     | Italien             | 1    | 2      | 3      | 6      |
| 12     | Niederlande         | 1    | 1      | 3      | 5      |
| 13     | Schweiz             | 1    | 1      | 1      | 3      |
| 14     | Frankreich          | 1    | –      | 1      | 2      |
| 15     | Großbritannien      | –    | 2      | 1      | 3      |
| 16     | Rumänien            | –    | 1      | 1      | 2      |
| 16     | Jugoslawien         | –    | 1      | 1      | 2      |
| 18     | Polen               | –    | –      | 2      | 2      |
| 19     | Finnland            | –    | –      | 1      | 1      |
| 19     | Spanien             | –    | –      | 1      | 1      |
| Gesamt | Gesamt              | 45   | 45     | 45     | 135    |